# Ho-ori
Ho-ori ("Vuurschaduw") is een van de Japanse goden. Hij is de zoon van Ninigi-no-mikoto en de broer van Ho-teri. Ho-ori is een jager, zijn broer is een visser.
Ho-ori is een van de voorvaders van de Japanse keizerlijke dynastie. Zijn kleinzoon wordt de eerste keizer van Japan. 
In een mythe hebben Ho-ori en Ho-teri ruzie over een vishaak. Ho-ori duikt naar de bodem van de zee om hem te zoeken. Tijdens zijn zoektocht vindt hij Otohime de dochter van de zeegod, waarmee hij trouwt. De zeegod draagt hierna aan alle vissen op om de verloren vishaak te zoeken. 